# Авахи на Мур
Авахи на Мур (Avahi mooreorum) е вид бозайник от семейство Индриеви (Indriidae). Видът е застрашен от изчезване.

## Разпространение и местообитание
Разпространен е в Мадагаскар.